# سمخنیتسه
سمخنیتسه (به چکی: Semechnice) یک منطقهٔ مسکونی در جمهوری چک است که در ناحیه ریخنوف ناد کنیژنوو واقع شده‌است.